# Clara Eggink

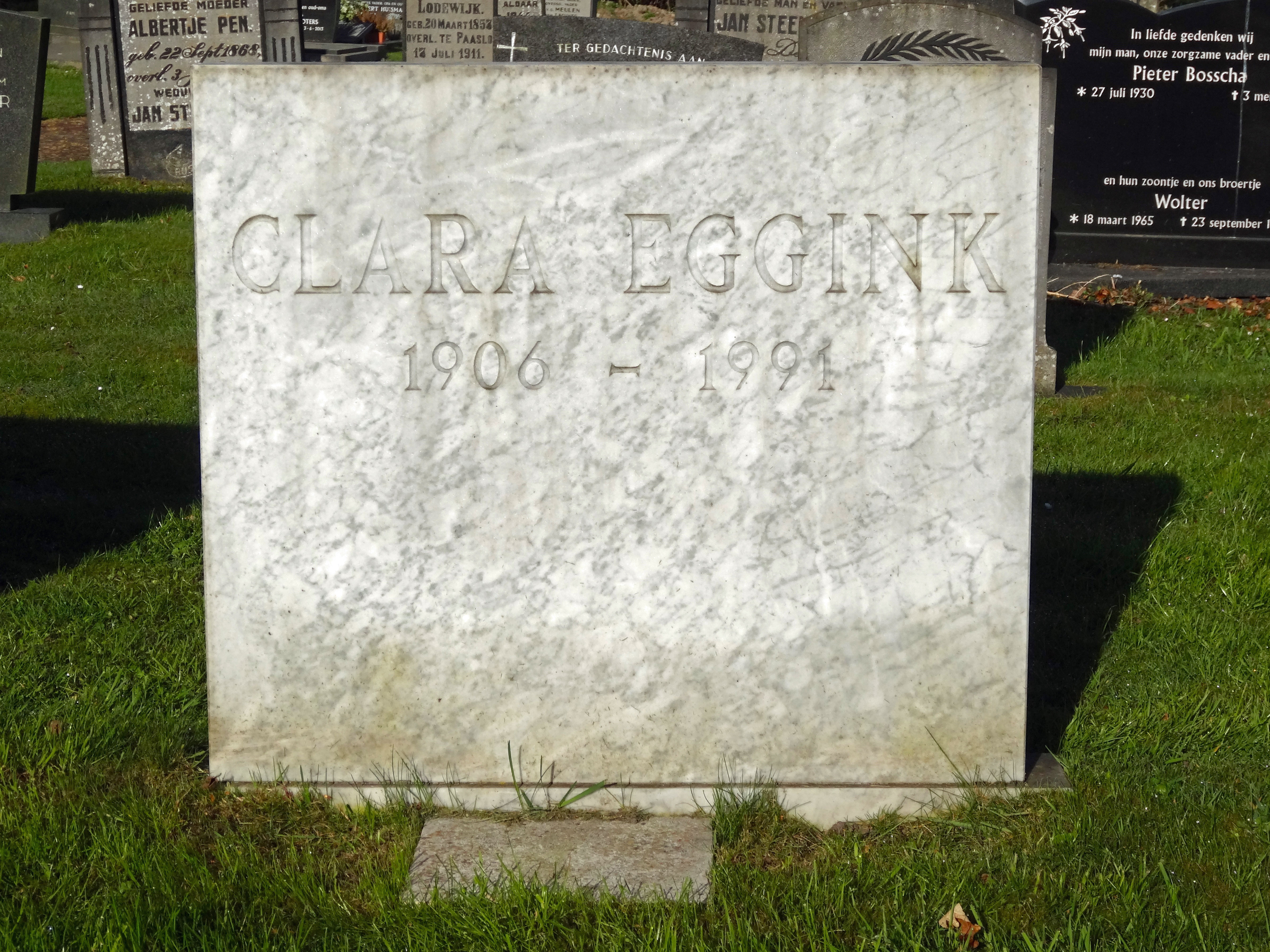
Grafzerk van Clara Eggink in Paasloo

Clara Hendrika Catharina Clementine Helène Eggink (Utrecht, 18 april 1906 - Scheveningen, 3 maart 1991), was een Nederlands dichteres, prozaschrijfster en vertaalster.

## Levensloop
Eggink werd uit het huwelijk van zakenman Hendrik Jan Eggink en Clara de Laat geboren. Toen zij een jaar oud was en haar moeder zwanger was, verloor haar vader zijn geld en vertrok naar de V.S. met de bedoeling dat zijn gezin hem later zou volgen, maar hij overleed daar tijdens een bergtocht. Haar moeder vertrok met de kinderen naar Rotterdam, waar zij trouwde met Evert Jan Ebbeler. Uit dit huwelijk werd in 1916 een zoon geboren. Eggink volgde in Rotterdam een humanistische meisjes-HBS l, en tijdens het eindexamen in 1925 leerde zij Jacques Bloem, gecommitteerde voor de vakken Engels, Duits en Frans, kennen.
Zij bracht haar leven door met verschillende bekende Nederlandse dichters. Op 4 november 1926 trouwde ze, slechts twintig jaar oud, met de veel oudere J.C. Bloem. Uit dit huwelijk werd hun zoon, Jacobus Willem Cornelis, geboren. Nadat in 1932 hun huwelijk was ontbonden, gingen ze voorjaar 1935 opnieuw samenwonen. In die situatie huwde zij op 16 september 1936 met Jan Campert. Dit huwelijk werd in 1939 ontbonden. Ook was zij kortstondig gehuwd met de jurist Hans Ivens, de broer van Joris Ivens. Met hem verbleef ze twee jaar in Afrika.
Eind 1957 reisde Eggink rond in Friesland en de Kop van Overijssel op zoek naar een ligplaats voor haar boot. Ze vond een huis in Kalenberg en vroeg Bloem om bij haar te komen wonen. Hier stierf hij in 1966. Zij bleef hier nog jaren wonen. Na enige tijd in Voorschoten vestigde ze zich in 1984 in het Rosa Spier Huis in Laren (Noord-Holland). De laatste weken van haar leven werd ze verzorgd in Scheveningen, waar ze overleed. Clara Eggink ligt begraven te Paasloo, naast haar voormalige echtgenoot en vriend Jacques Bloem.
Over haar relatie met Bloem schreef ze in 1977 de biografische schets Leven met J.C. Bloem, met de openingszin:
"Een ding staat voor mij wel als een paal boven water: wij hadden bij elkaar moeten blijven, J.C. Bloem en ik".